# Tomba di Boschetti

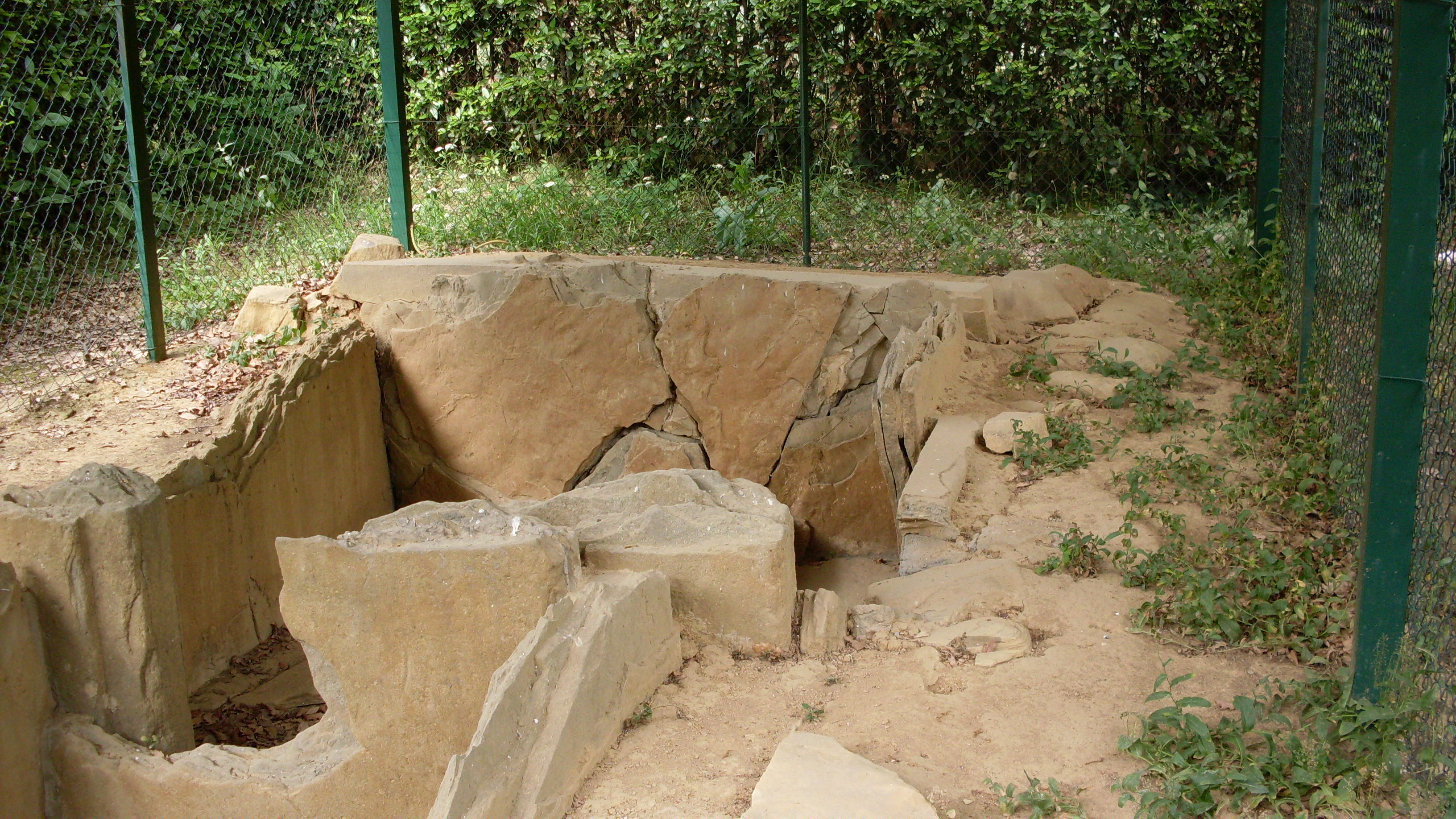
Un'altra immagine della sepoltura

La tomba di Boschetti è una tomba etrusca situata nei pressi del cimitero di Comeana, nel comune di Carmignano.
Scoperta nel 1965 a causa di lavori agricoli, fu subito oggetto di scavi da parte degli archeologici che si apprestavano allo scavo del vicino tumulo di Montefortini.

## Descrizione
È una costruzione di dimensioni modeste e di tipo arcaico, la cui copertura è andata persa e che si conserva per un'altezza di circa un metro. Vi si accedeva da un breve dròmos scoperto ed è composta da un piccolo vestibolo rettangolare, largo 1,41 m e lungo 1,26 m, pavimentato con un'unica, grande lastra, le cui pareti erano costituite da grandi lastre di arenaria infisse
verticalmente. L'ingresso della tomba era chiusa da un lastrone e un altro, che reca ancora i segni di un'antica effrazione, precludeva l'ingresso alla camera funeraria quadrata (2,10m  x 2,40 m) le cui pareti furono realizzate anch'esse realizzate con lastre di pietra arenaria locale. La cella funeraria è pavimentata con lastre poligonali ben conservate di arenaria, tagliate e disposte in connessioni perfette.
La tomba, presumibilmente in epoca romana fu saccheggiata, come dimostra l'apertura irregolare praticata sulla parte superiore destra di uno dei lastroni di chiusura.
Gli oggetti recuperati durante lo scavo sono ora esposti nel Museo archeologico di Artimino. Furono recuperati infatti numerosi frammenti di collana in vetro blu, ambra, osso, punte di lancia, fibule in ferro, resti spade con l'elsa in avorio e numerosi vasi di ceramica sia a figure nere che a figure rosse.
L'oggetto più importante recuperato fu una pisside d'avorio cilindrica ricavata da un'unica zanna di elefante e scolpita.